# کوالا بلیت
کوالا بلیت (به لاتین: Kuala Belait) یک منطقهٔ مسکونی در برونئی است که در استان بلائیت واقع شده‌است.